# Wohlensee
Der Wohlensee ist ein Stausee an der Aare, der im Schweizer Kanton Bern nordwestlich der Stadt Bern zwischen Herrenschwanden in der Gemeinde Kirchlindach und Mühleberg liegt.

## Geographie
Weil der Wohlensee in einer von der Aare in den Molasseuntergrund eingegrabenen Schlucht liegt, ist er schmal und lang. Die Fliessgeschwindigkeit im Stausee ist gering, deshalb schreitet die Verlandung des Sees unterhalb der Halenbrücke schnell voran.
Über den Wohlensee führt die 1920 eröffnete Kappelenbrücke, eine Betonbrücke, die den alten, vom See überfluteten Flussübergang ersetzte. Über die Staumauer führt eine Nebenstrasse.

## Zuflüsse
- Zuflüsse des Wohlensees

## Kraftwerk
Der See wird bei Mühleberg von der Gewichtsstaumauer des ⊙ Wasserkraftwerks Mühleberg aufgestaut. Im Maschinenhaus erzeugen sechs Francisturbinen mit je einer Leistung von 6 MW für das Landesnetz 50-Hz-Strom, eine Kaplanturbine mit einer Leistung von 9 MW erzeugt 16,7-Hz-Strom für das Bahnnetz.
Der Berner Regierungsrat erteilte 1917 die Konzession zum Bau des Kraftwerks. Dafür wurde 1918 die Gleislose Bahn Gümmenen–Mühleberg eingerichtet. Als nach der Fertigstellung des Baus im Juli 1920 damit begonnen wurde, das Wasser zu stauen, verschwanden mehr als 300 Hektaren Land im Wasser. Am 23. August 1920 nahm das Kraftwerk seinen Betrieb auf.
2017 wurde die Kraftwerkskonzession für 80 Jahre erneuert. 2021 wurde ein Fischlift in Betrieb genommen.
Etwa 1,5 km unterhalb des Wasserkraftwerks befindet sich das Kernkraftwerk Mühleberg, das zwischen 1972 und 2019 in Betrieb war.

## Freizeit
1919 wurde der Rowing Club Bern gegründet. Das Clubhaus steht in der Eymatt bei Bern, im oberen Bereich des Wohlensees, der als eines der am besten für den Rudersport geeigneten Gewässer der Schweiz gilt.
Der 1973 gegründete SC Wohlensee, ein Fussballverein in der Gemeinde Wohlen, spielt direkt am See unterhalb der Überbauung Kappelenring.
1997 wurde der Ruderclub Wohlensee gegründet. Er fördert das Rudern auf dem Wohlensee als Breitensport und bietet regelmässig Anfänger- und Fortgeschrittenenkurse an.

## Abwasser
Am Wohlensee befindet sich auf Höhe Hinterkappelen die Abwasserreinigungsanlage Ey und eine Einleitstelle aus dem Regenüberlauf der Stadt Berner Kanalisation.
Nach Inbetriebnahme der ARA Neubrück im Jahr 1967 begann sich die Wasserqualität des Wohlensees allmählich zu bessern.
Bis im Jahr 2020 wurde das mit Chlor versetzte Abwasser aus dem Berner Schwimmbad Weyermannshaus in den Wohlensee geleitet. Seit der Sanierung des Freibades im Jahr 2021 wird das Chlor neutralisiert bevor das Wasser in den See gelangt.
Inzwischen werden die Abwässer der Autobahnen A1 und A12 teilweise behandelt, bevor sie in den Wohlensee eingeleitet werden.

## Bilder

Luftbild von Walter Mittelholzer (1932)
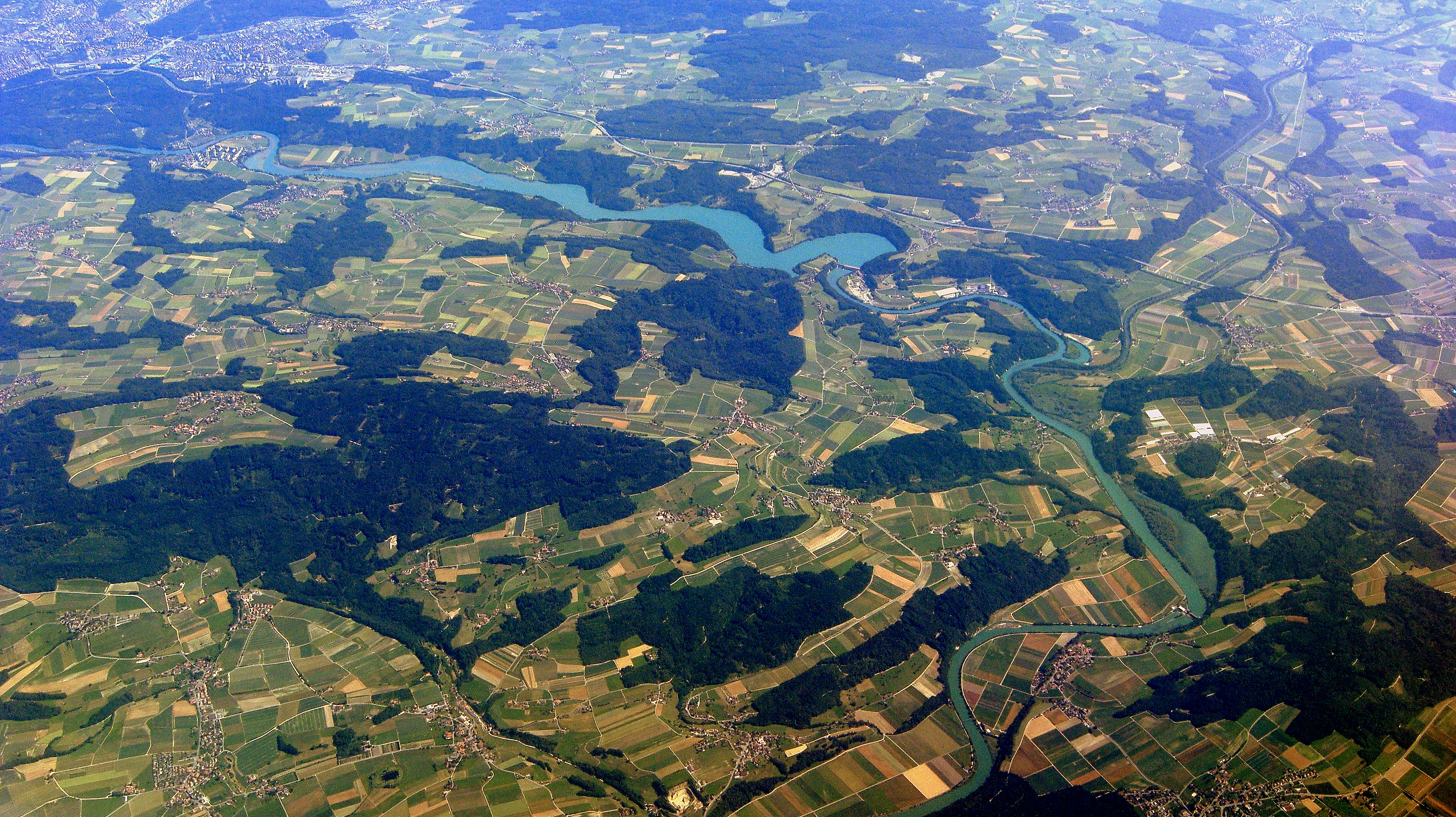
Wohlensee und Umgebung (2013)
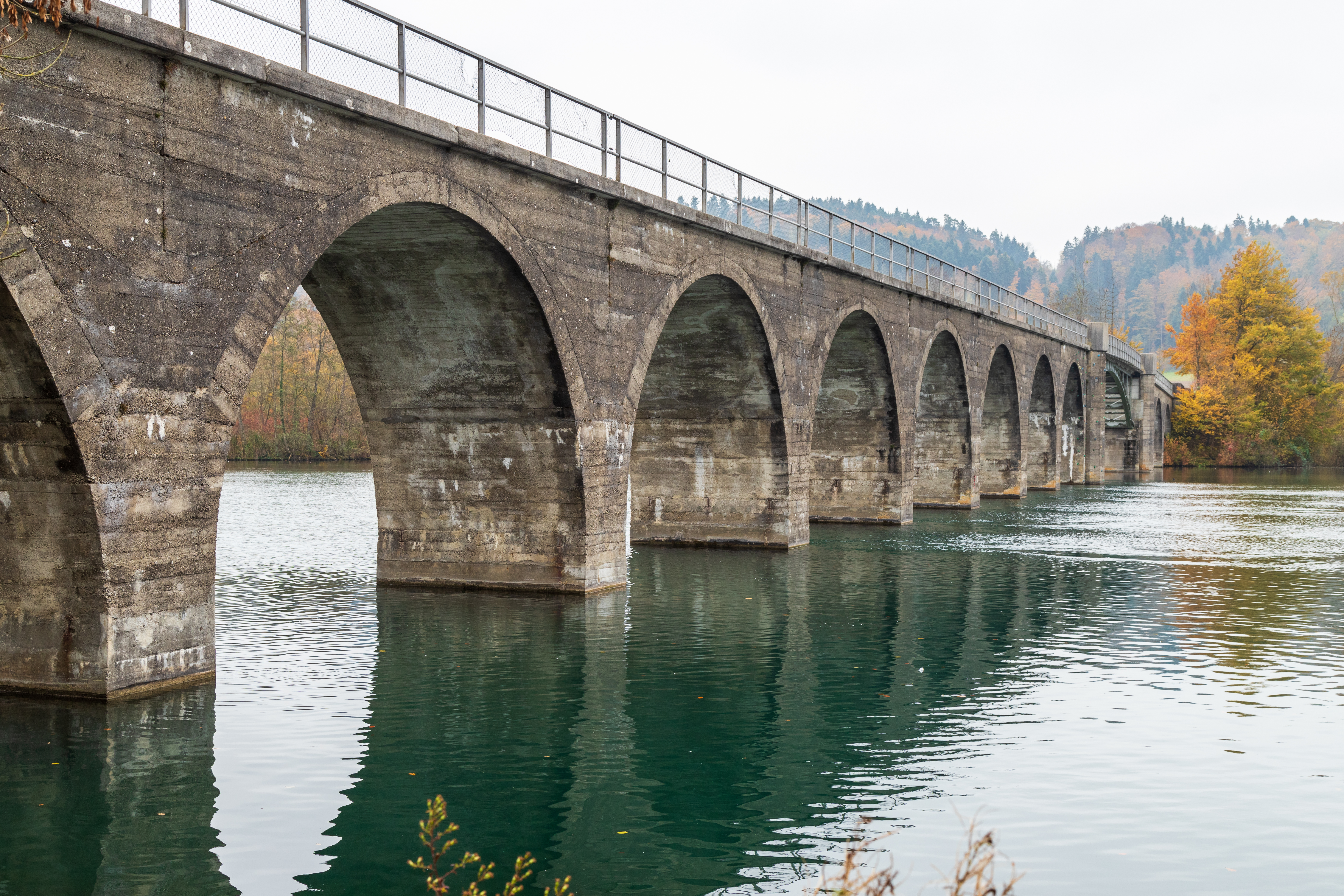
Wohleibrücke über den Wohlensee
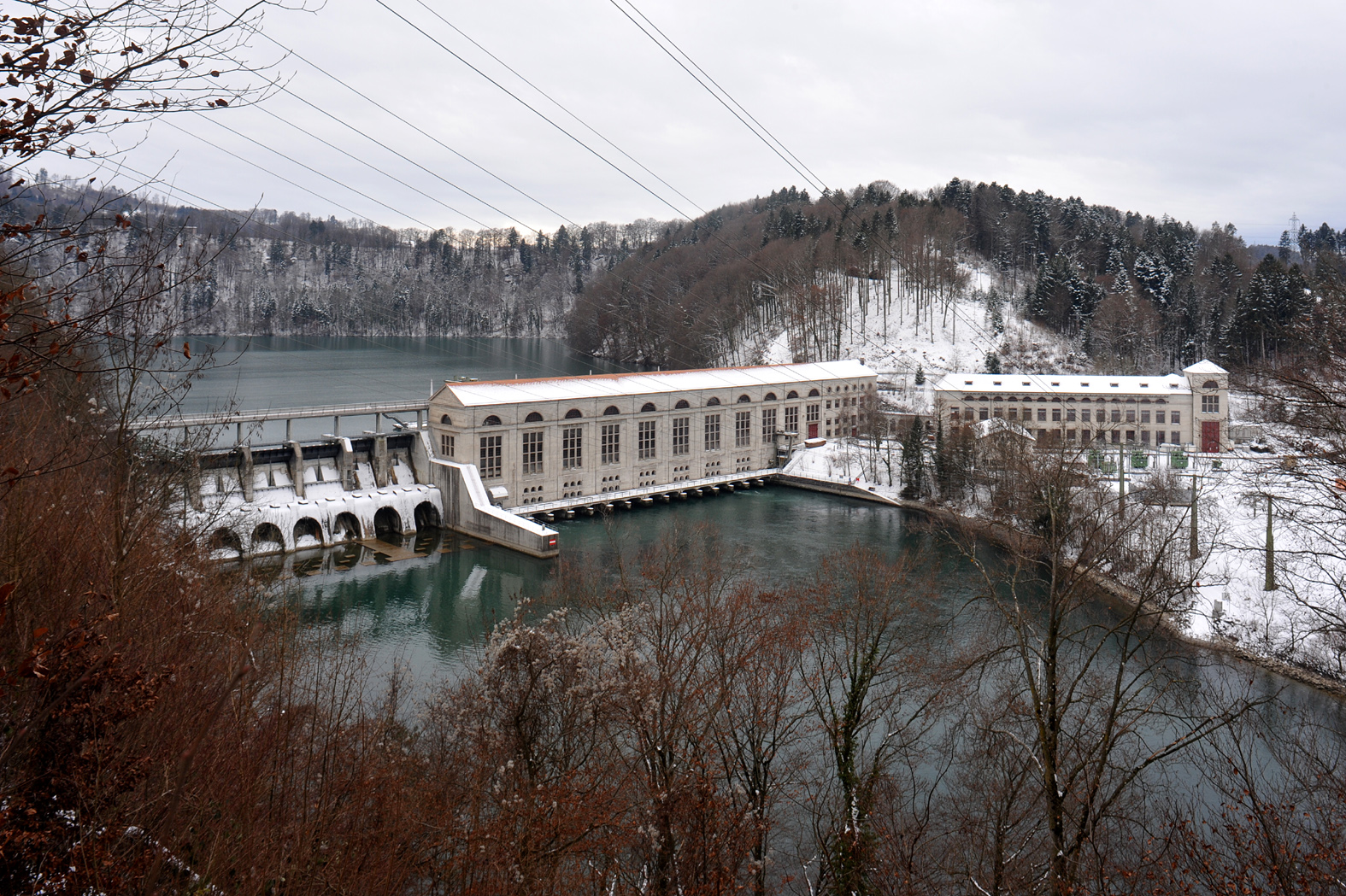
Wasserkraftwerk Mühleberg
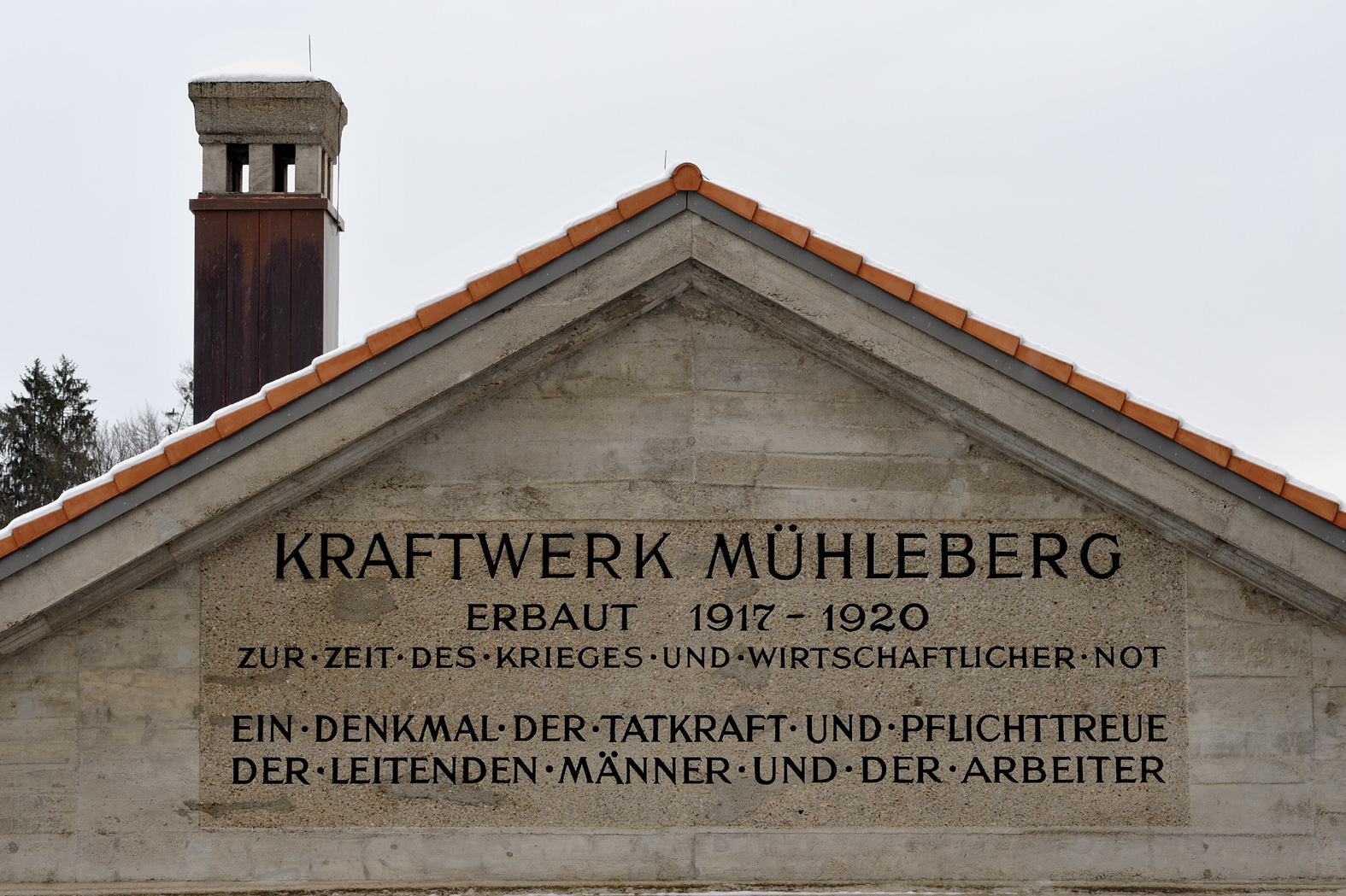
Erinnerungstafel für die Beteiligten